# 青 (A.F.R.Oの曲)
「青」（あお）は、A.F.R.Oの楽曲。インディーズ1枚目のシングルとして、2010年11月1日に北海道のTSUTAYA限定で発売されたのち、再録版がメジャー4枚目のシングルとして、2013年7月3日にトイズファクトリーから発売された。

## 概要
2010年に北海道のTSUTAYA限定で販売。1000枚を完売させ、オリコンインディーズランキングは最高5位を記録した。
インディーズ時代からのA.F.R.Oのライブでの定番曲であり、メジャーデビュー後も欠かさずライブで披露される。メンバーは本楽曲を「自分たちへの応援歌でもある」と語る。
メジャーデビュー後、本楽曲の全国流通での音源化の要望が多かったことから、2013年にリアレンジして発売することとなった。
再販時には本楽曲の歌詞を気に入ったテリー伊藤が監督を務めたミュージック・ビデオが新たに作られ、10代頃に特有の「理解してもらえないと感じる苦しさ」をテーマにしたストーリーものの映像となった。映像の主演には早見あかりが起用され、クライマックスで早見が涙を見せたシーンは撮影中のメンバー、スタッフの誰もが息をのむほどの感動的な映像だったという。

## 収録曲
全作詞・作曲：A.F.R.O
2010年盤
1. 青 [4:25]

2013年盤
1. 青 [4:25]
2. 浴衣マジック [4:55]
3. 渚のマーメイド with World Sketch [6:43]
4. 青 (Instrumental) [4:23]